# Beresford (Manitoba)
Pour les articles homonymes, voir Beresford.
Beresford est une communauté non incorporée du Manitoba située dans l'Ouest de la province et faisant partie de la municipalité rurale de Whitehead.